# Ecsenius stigmatura
Ecsenius stigmatura ist ein kleiner Fisch aus der Familie der Schleimfische. Er kommt im westlichen Pazifik bei Indonesien und den Philippinen in geschützten Korallenriffen in Tiefen von einem bis 15 Metern vor.

## Merkmale
Der Fisch wird maximal sechs Zentimeter lang. Er ist von bräunlich-oranger Grundfarbe, die Iris ist gelb und ein goldgelber Streifen zieht sich vom Unterrand der Augen bis zum hinteren Rand des Kiemendeckels. Darüber befindet sich eine blaue Linie. Auch die Lippen sind blau. Von verschiedenen ähnlich aussehenden Arten kann er am besten durch den schwarzen Fleck auf der Schwanzflossenbasis unterschieden werden. Ältere Männchen besitzen womöglich filamentartig ausgezogene obere und untere Rückenflossenstrahlen.

## Lebensweise
Ecsenius stigmatura lebt versteckt und bewohnt enge, röhrenförmige Hohlräume, in die er mit dem Schwanz zuerst rückwärts hineinschwimmt und in denen er die Nacht und sonstige Ruhezeiten verbringt. Die Fische sind revierbildend und untereinander sehr unverträglich. Sie ernähren sich vor allem von Mikroalgen und sehr kurzen Grünalgen, die sie mit den kammartigen Zähnen von Steinen und abgestorbenen Korallen abschaben. Im Unterschied zu vielen andern tropischen Schleimfischen nagt Ecsenius stigmatura nicht an Steinkorallen.